# 塔夫達
58°03′N 68°16′E / 58.050°N 68.267°E
塔夫達（俄语：Тавда́）是俄羅斯斯維爾德洛夫斯克州的一個城市，位於州府葉卡捷琳堡東北360公里。2002年人口40,686人。
1910年建立，1937年設市。